# Károly Küttel
Károly sau Karl Küttel (n. 1818, Kőszeg – d. 1875, Timișoara) a fost primar al Timișoarei între 1859 -1861 și 1867 - 1872.

## Onorarea sa
În 3 august 2009, cu ocazia zilei Timișoarei, a fost dezvelit un bust al său, situat în Parcul Central.